# Jeremiah E. O'Connell
Jeremiah Edward O'Connell, född 8 juli 1883 i Wakefield i Massachusetts, död 18 september 1964 i Cranston i Rhode Island, var en amerikansk politiker (demokrat). Han var ledamot av USA:s representanthus 1923–1927 och 1929–1930.
O'Connell efterträdde 1923 Ambrose Kennedy i representanthuset och efterträddes 1927 av Louis Monast. O'Connell tillträdde 1929 på nytt som kongressledamot och avgick 1930.
O'Connell är begravd på St. Francis Cemetery i Pawtucket i Rhode Island.